# 第23屆香港電影金像獎
第23屆香港電影金像獎（英語：23rd Hong Kong Film Awards）於2004年4月4日晚上8時30分在香港文化中心舉行。司儀由黃子華、余安安、朱茵、蔡少芬、何超儀、谷祖琳、楊恭如、應采兒及曾寶儀擔任，並由倪秉郎擔任宣讀提名名單報幕員。
為了進一步增加公正及透明度，這屆首次將每個獎項票數比例公開，但只公佈前三名之得票率。

## 记者会
「第二十三届香港电影金像奖公布提名名单」记者会于2004年2月12日在香港尖沙咀洲际酒店举行，会上展示了由名艺术家「阿虫」设计的本届金像奖颁奖礼海报，并由香港电影金像奖协会主席文雋、副主席陈欣健及嘉宾曾志伟、叶童、陈小春揭晓本届金像奖提名名单。

## 獎項統計
注：以下不含「最佳亞洲電影」之部分
| 數目 | 電影名稱                                  |
| 獲獎 |                                           |
| 6    | 千機變                                    |
| 3    | 大隻佬                                    |
| 2    | 忘不了、大丈夫                            |
| 1    | PTU、豪情、少年阿虎、戀之風景、無間道II   |
| 提名 |                                           |
| 13   | 大隻佬                                    |
| 12   | 無間道II                                  |
| 11   | PTU                                       |
| 8    | 忘不了                                    |
| 7    | 無間道III終極無間、千機變                 |
| 5    | 戀之風景                                  |
| 4    | 金雞2、向左走·向右走                      |
| 3    | 雙雄、六樓后座、少年阿虎                  |
| 2    | 大丈夫、飛龍再生                          |
| 1    | 行運超人、豪情、尋找周杰倫、下一站...天后 |

### 得獎電影
| 電影     | 獎項                                                                               |
| -------- | ---------------------------------------------------------------------------------- |
| 大隻佬   | 最佳電影、最佳編劇、最佳男主角                                                     |
| PTU      | 最佳導演                                                                           |
| 忘不了   | 最佳女主角、最佳原創電影音樂                                                       |
| 大丈夫   | 新晉導演、最佳男配角                                                               |
| 豪情     | 最佳女配角                                                                         |
| 少年阿虎 | 最佳新演員                                                                         |
| 戀之風景 | 最佳攝影                                                                           |
| 千機變   | 最佳剪接、最佳美術指導、最佳服裝造型設計、最佳動作設計、最佳音響效果、最佳視覺效果 |
| 無間道II | 最佳原創電影歌曲                                                                   |

## 表演环节
- 开场由曾志伟致辞，悼念2003年离世的林振強，柯受良、梅艳芳、张国荣。由張學友唱出林振強先生生前作品電影《我在黑社會的日子》主題曲《飛砂風中轉》、電影《星際鈍胎》主題曲《白金升降機》。
- 由全国拉丁舞冠军梁思源、张卓妮表演拉丁舞，引出司仪黄子华。
- 轮番播映由黄子华恶搞“最佳电影”提名影片的短片。
- 由梁漢文和何韻詩演唱本屆金像獎「最佳原創電影歌曲」的五首入圍作品串烧，包括《長空》（電影《無間道II》主題曲）、《下一站天后》（電影《下一站...天后》主題曲）、《身外情》（電影《大隻佬》主題曲）、《忘了忘不了》（電影《忘不了》主題曲）及《兩個人的幸運》（電影《向左走向右走》主題曲）。
- 歌手李克勤和韓紅分別演唱《我不會唱歌》和《青藏高原》，合唱《请跟我来》。

## 媒體播放
- 现场直播：香港無線電視翡翠台、香港電台第二台、广东电台音乐之声
- 延时直播：CCTV-6（首次以同声传译方式进行转播，于当晚22:00播出[6]）。

## 记事
- 今年金像奖首创提名者集体拍摄宣传场刊的先例，并首次将以往只在场内派发的场刊公开向外发售，供电影发烧友珍藏，全球限量出售2万本[7]，售价80港元。

## 争议
- 萧正楠凭《六楼后座》入围“最佳新演员”，有报道指其于1999年曾以原名萧锦麟出演电影《监狱风云之少年犯》，其新人资格受到质疑，大会最终以“萧正楠在《少年犯》中的戏份不足以称为主角或配角”的理由保留了萧正楠的提名资格[8]。而凭《忘不了》入围“最佳新演员”的原岛大地因曾主演内地影片《母亲快乐》被取消提名资格[9]，空缺由出演《PTU》的張滿源补上。
- 本届金像奖因杜琪峯“增加透明度”的意见而首度向公众公开主要奖项前三名得票率，此举引发争议，如黎明表示“这种做法完全没有必要，对排名靠后的入围者不公平”，吴君如则表示“不应因为杜琪峯一人要公开透明度，就令其他提名候选人感到尴尬”，此言论也引来杜琪峯的反驳，引发两者“口水战”[10]。
- 因为颁奖严重超时，刘德华得影帝后的致辞被转播的无线电视删剪，最佳电影《大只佬》的领奖人未致辞就结束，当晚所颁发的21个奖项中，共有7位得奖者上台发言被中途剪断，广管局为此收到300多宗投诉。无线助理总经理陈志云指责大会没有依从原定的制作协议而导致严重超时，并为大会推卸责任感到遗憾[11]。金像奖主席文雋回应“因为此事没有人有错，无线没有错，金像奖大会也没有错，因为嘉宾开心地讲感受也不能不让他们讲，有这么多人投诉是好事，证明有很多人疼爱金像奖。”

## 外部連結
- 第二十三屆香港電影金像獎得獎名單新版 （页面存档备份，存于）
- 第二十三屆香港電影金像獎得獎名單舊版 （页面存档备份，存于）